# Tommaso Migliore
Tommaso Migliore (Torino, 2 dicembre 1988) è un ex hockeista su ghiaccio italiano, di ruolo attaccante.

## Biografia
È il figlio dell'ex giocatore di hockey su ghiaccio ed ex presidente dell'Hockey Milano Rossoblu Ico Migliore.

## Carriera

### Club
Migliore fece tutta la trafila delle giovanili prima nell'HC Milano Saima, poi nell'HCJ Milano Vipers. Nel 2005-2006 fece il suo esordio in prima squadra, nel massimo campionato, ma poi giocò gran parte della stagione in seconda squadra, in Serie C Under 26, pur giocando ancora nelle giovanili Under 19. A fine stagione i Vipers si aggiudicarono entrambi i titoli (Serie C U26 e Under 19), oltre al titolo di Serie A.
Nella stagione successiva si divise nuovamente tra le prime due squadre (7 presenze in A, 14 in C U26), andando però a fare anche esperienza in Serie A2 con il farm team di Milano, l'HC Valpellice.
Dal 2007-2008 entrò stabilmente a far parte della prima squadra; al termine della stagione i Vipers furono però sciolti dal presidente Alvise di Canossa e Migliore passò al neonato sodalizio milanese l'Hockey Milano Rossoblu, iscritto alla serie A2. 
Dal 2011 al 2015 è stato il capitano dell'Hockey Milano Rossoblu, con cui ha guadagnato la promozione in massima serie al termine della prima stagione da capitano. Con il ritorno in seconda serie ha lasciato il ruolo di capitano ad Alessandro Re, restando comunque in squadra fino al termine della stagione 2017-2018, contribuendo dunque alla vittoria della Coppa Italia 2016-2017.

### Nazionale
Nel 2007 disputò il Campionato mondiale di hockey su ghiaccio Under-20 di Seconda Divisione - Gruppo A a Canazei dal 9 al 15 dicembre, conquistando la promozione in Prima Divisione. L'esordio con la Nazionale maggiore avvenne durante le Universiadi del Trentino 2013, chiuse al sesto posto.

## Palmarès

### Club
- Coppa Italia: 1

Milano Rossoblu: 2016-2017
- Campionato italiano - Serie A2: 1

Milano Rossoblu: 2011-2012

### Nazionale
- Campionato mondiale di hockey su ghiaccio Under-20 - Seconda Divisione: 1

Italia 2007